# 馬洛里塔
馬洛里塔是白俄罗斯西南部布列斯特州馬洛里塔區内的城市及该区的行政中心。該市距離州府布列斯特52公里，面積1,374平方公里，始建於1566年，2006年人口11,300。
51°47′N 24°05′E / 51.783°N 24.083°E